# Liste der Nummer-eins-Hits in Mexiko (2007)
| Singles | Alben |
| --- | --- |
| - Paulina Rubio – Ni una sola palabra - 4 Wochen (10. Dezember 2006 – 6. Januar 2007) - Ricky Martin – Tu recuerdo - 4 Wochen (7. Januar – 2. Februar) - La 5ª Estación – Me muero - 11 Wochen (3. Februar – 21. April) - Julieta Venegas – Eres para mi - 1 Woche (22. April – 28. April) - Camila – Todo cambio - 10 Wochen (29. April – 30. Juni) - Enrique Iglesias – Dimelo - 1 Woche (1. Juli – 7. Juli, insgesamt 3 Wochen) - Aleks Syntek – Intocable - 7 Wochen (8. Juli – 1. September) - Feezy 350 – Playa What - 2 Wochen (2. September – 15. September) - Pitbull ft. Don Omar - Fuego - 2 Wochen (16. September – 29. September) - Enrique Iglesias – Dimelo - 2 Wochen (30. September – 13. Oktober, insgesamt 3 Wochen) - Belanova – Baila mi corazón - 2 Wochen (14. Oktober – 3. November) - Nigga – Te quiero - 14 Wochen (4. November 2007 – 9. Februar 2008) | - Miguel Bosé – Papito - 8 Wochen (18/2007 – 25/2007) - Alejandro Fernández – Viento a favor - 6 Wochen (26/2007 – 31/2007) - Timbiriche – T25 - 4 Wochen (32/2007 – 35/2007) - Ricardo Arjona – Quién dijo ayer - 2 Wochen (36/2007 – 37/2007) - Belanova Fantasia – Pop - 3 Wochen (38/2007 – 40/2007) - Café Tacuba – Si no - 5 Wochen (41/2007 – 45/2007) - Nigga – Te quiero - 1 Woche (46/2007) - Shakira – Oral Fixation Tour [DVD] - 1 Woche (47/2007, insgesamt 2 Wochen) - Yuridia – Entre mariposas - 1 Woche (48/2007) - Shakira – Oral Fixation Tour [DVD] - 1 Woche (49/2007, insgesamt 2 Wochen) - Alejandro Fernández – 15 años de éxitos - 3 Wochen (50/2007, insgesamt 4 Wochen) - Miguel Bosé – Papitour - 1 Woche (51/2007) - Alejandro Fernández – 15 años de éxitos - 3 Wochen (52/2007 – 02/2008, insgesamt 4 Wochen) |